# Усадьба Бальменов
Усадьба Бальменов — дворцово-парковый ансамбль и памятник истории местного значения в Линовице. Из дворцово-паркового ансамбля сохранились только въездные ворота и парк.

## История
Решением исполкома Черниговского областного совета народных депутатов от 26.06.1989 № 130 дому присвоен статус памятник истории местного значения с охранным № 6866 под названием Усадьба де Бальменов, в которой в 1843 году был Т. Г. Шевченко, А. С. Афанасьев-Чужбинский, Е. П. Гребёнка, Н. В. Кукольник, художники Л. М. Жемчужников, Е. Ф. Крендовский, К. И. Рабус. При этом в тексте Решения допущена ошибка в названии, где указан «1973 год».

## Описание
В середине 18 века усадьба была приобретена М. И. Башиловой у Стояновых. Со временем, как свадебное преданное за С. А. Башиловой, усадьба перешла к графу Петру Антоновичу де Бальмену — сыну курского и орловского генерал-губернатора графа Антона Богдановича де Бальмена.
В 1796 году было завершено строительство нового дома. В 1819 году была построена семейная усыпальница Успенская церковь (разобрана в 1985 году, восстановлена в 1995 году).
Главный дом — каменный, в формах классицизма, с четырёхколонным портиком со стороны главного входа, сочетался с двумя флигелями. Среди реликвий дома сохранились вещи Наполеона Бонапарта, привезённые А. А. Бальменом, который в период 1816-1821 годы был русским комиссаром при Наполеоне I на острове Св. Елены.
В 1843 году в усадьбе, во время первого путешествия по Украине, останавливался Тарас Шевченко, который был знаком с Яковом Петровичем де Бальменом. Вместе с Михаилом Башиловым иллюстрировал рукописный «Кобзарь» Т. Г. Шевченко (второе издание 1844 года), в частности, поэмы «Гайдамаки» и «Гамалия». Якову Петровичу Тарас Шевченко посвятил свою поэму «Кавказ». В 1843 году поместье посещали А. С. Афанасьев-Чужбинский, Е. П. Гребёнка, Н. В. Кукольник, Л. М. Жемчужников, Е. Ф. Крендовский, К. И. Рабус и другие деятели культуры.
В 1856 году художник Л. М. Жемчужников и архитектор И. В. Штром создали проект первого кирпичного дома в украинском народном стиле для усадьбы Бельменов.
После октября 1917 года усадьба была национализирована и в 1919 году имение было разорено и разобрано, а территория передана под машинно-тракторную станцию.
Сохранились въездные ворота (башня), Шевченковский дуб — памятник природы многовековой дуб «Три брата». На территории усадьбы Бальменов расположен парк, площадью 16,6 га — парк-памятник садово-паркового искусства парк имени Т. Г. Шевченко (Линовицкий парк).
В 2020 году были проведены реставрационные работы въездных ворот (башни).